# Aptostichus angelinajolieae
Aptostichus angelinajolieae — вид мігаломорфних павуків родини Euctenizidae.

## Назва
Вид названо на честь американської актриси Анджеліни Джолі на знак визнання її роботи у Верховній комісії ООН у справах біженців.

## Поширення
Ендемік Каліфорнії. Поширений на півночі округу Монтерей. Його ареал зі сходу обмежений хребтом Санта-Лючія, а на заході узбережжям Тихого океану (але вид не трапляється в узбережних піщаних дюнах, де його заміняє Aptostichus stephencolberti). Мешкає в екорегіоні чапараль.

## Екологія
Самиці, зазвичай, трапляються на розрізах доріг і вологих затінених крутих берегах. Створює неглибокі нори з тонким люком із ґрунту та встелені зсередині білим шовком.